# 철권 (2018년 비디오 게임)
《철권》(Tekken, 鉄拳)은 반다이 남코 엔터테인먼트가 개발 · 배급한 대전 격투 게임이다. 철권 시리즈의 모바일 게임이다. 2018년 3월 1일에 전세계에서 출시됐다. 그러나, 1년 뒤인 2019년 2월 15일에 서비스가 종료됐다.

## 등장 인물

### 새로운 파이터
- 아이작
- 레버넌트(플레이 불가)
- 로데오
- 루비
- 수와웨이
- 테츠진(플레이 불가)
- 타이거 미야기
- 위에

기간 한정 캐릭터
- 서머 아스카
- 서머 밥
- 서머 리리

### 귀환한 파이터
- 니나 윌리엄스
- 레오
- 리리
- 리 차오랑
- 링 샤오유
- 마샬 로우
- 모쿠진(플레이 불가)
- 미겔 카바예로 로호
- 미시마 카즈야
- 밥
- 브라이언 퓨리
- 브루스 어빈
- 세르게이 드라고노프
- 샤힌
- 스티브 폭스
- 아쿠마 (게스트)
- 안나 윌리엄스
- 알렉스
- 카자마 아스카
- 카자마 진
- 카타리나 아우베스
- 크레이그 머독
- 크리스티 몬테이로
- 킹 II
- 팬더
- 펭 웨이
- 폴 피닉스